# Conseil des Northern Areas
Le Conseil des Northern Areas (Northern Areas Council) est une zone d'administration locale située dans le Mid North, à environ 200 km au nord d'Adélaïde, dans l'État d'Australie-Méridionale, en Australie. 

## Localités
Les villages et hameaux de la région sont : Andrews, Belalie East, Belalie North, Bundaleer, Caltowie, Georgetown, Gladstone, Gulnare, Hornsdale, Huddleston, Jamestown, Laura, Mannanarie, Narridy, Spalding, Stone Hut, Tarcowie, Washpool, Yacka.